# コンスタンティノープル条約 (1720年)
コンスタンティノープル永遠平和条約（コンスタンティノープルえいえんへいわじょうやく、ロシア語: Константинопольский «Вечный Мир»）は1720年11月16日にコンスタンティノープルで締結された、ロシア・ツァーリ国とオスマン帝国の間の条約。

## 解説
条約は1713年のアドリアノープル条約を置換し、両国の新たな平和条約になった。
条約の内容は1711年のプルト条約と1713年のアドリアノープル条約より有利なものになった。当時、ロシアの国力が上昇しており、オスマン政府が無視できないほどになったため、コンスタンティノープルの「永遠平和条約」で和平と国境線を再確認し、国境紛争を平和裏で解決しようとした。また第2条でロシアをポーランド＝リトアニア共和国の現状の保証国として承認した。
両国はお互いに相手の交戦国に援助しないことで合意し、オスマン帝国はポーランド＝リトアニア共和国の領土保全が危ぶまれた場合、ロシア軍がポーランド領に入ることに同意した。またアゾフとチェルカスキーの間、サマーラ河口、サマーラ川とオリル川の間に要塞を築かないことで合意した。
ロシアは1711年以降初めてオスマン帝国へ外交官を派遣することができた（第12条）。またロシア人は聖地巡礼の時、オスマンの税金を免除される。
条約はまた、ロシア人商人とトルコ人商人の両国での自由貿易を認めた。
このコンスタンティノープルの「永遠平和条約」を締結したことで、ロシアは露土関係を安定させ、背後を固めて大北方戦争での勝利を確実なものにした。